# دايجو-دايجين
الداجو -دايجين أو الدايجو -دايجين  (باليابانية :太政大臣) و التي تعني مستشاراً للملكة ورئيس لـ الديجو -كان (المجلس الأعلي للدولة ) خلال فترة نارا وبعدها وبإيجاز بموجب دستور ميجي . أي ما يعادل تايشي (باليابانية : 太師) ( كبير المحذقين ).

## تاريخ
حظي الابن المفضل للإمبراطور تينجي الأمير أوتومو الذي أصبح لاحقاً الإمبراطور كويون ، بلقب داجو -دايجين في عهد والده ويعد أول من حصل علي هذا اللقب .  يمثل قانون أسوكا كيوميهارا لعام 689 الظهور الأولي لوظيفة الداجو -دايجين في سياق هيئة إدارية مركزية تتألف من الوزراء الثلاثة: الدايجو -دايجين (المستشار) ، و السادايجين (وزير اليسار) ، و الأودايجين (وزير اليمين). تم توحيد هذه المواقف بموجب قانون Taihō في 702. 
عندما اكتسبت عشيرة فوجيوارا - التي هيمنت على الوصاية - نفوذًا، تضاءلت سلطة المكاتب الحكومية الرسمية. بحلول القرن العاشر الميلادي، لم يكن للمستشارين أي سلطة للحديث عنها إلا إذا كانوا أوصياء على العرش في نفس الوقت، أو مدعومين من قبل عشيرة فوجيوارا. على الرغم من أن المنصب استمركاسم حتى عام 1885 ، بحلول بداية القرن الثاني عشر، كان المكتب عاجزًا بشكل أساسي، وغالبًا ما كان شاغراً لفترات طويلة.  كانت السلطة الإدارية الكبيرة على الحكومة في يد أخرى أي عائلة فوجيوارا .
تم إحياء هذا المنصب البارز لفترة وجيزة بموجب دستور ميجي مع تعيين سانجو سانيتومي في عام 1871 ، قبل أن يتم إلغاؤه بالكامل في عام 1885 لصالح مكتب رئيس الوزراء الذي تم إنشاؤه حديثًا.

## المهام
ترأس المستشار مجلس الدولة الأكبر، وسيطر على ضباط الدولة، ولا سيما الصادجين والوديجين ، بالإضافة إلى أربعة مستشارين عظماء وثلاثة أعضاء صغار. وسيطر الوزراء بدورهم على عناصر أخرى من الحكومة اليابانية.